# إكسترمنيتر 2
إكسترمنيتر 2، هي فيلم سينمائي أمريكي حركة، وهي الجزء الثاني والأخير من سلسلة ذا إكسترمنيتر، تم عرضها في الصالات السينمائية الأمريكية عام 1984، من بطولة روبرت جينتي وماريو فان بيبلس وفرانكي فايسون وإروين كييس، حيث بلغ ميزانية الفيلم 3 مليون دولار، وحققت إيرادات منخفضة بمبلغ 3.7 مليون دولار.